# غازي القندي
غازي القندي، حكم كرة قدم كويتي دولي سابق. و قد حكم في كأس الخليج 1992، وقد أدار مباراة منتخب الإمارات لكرة القدم ومنتخب السعودية لكرة القدم في 1 ديسمبر 1992.